# مقياس عياني
المقياس العياني هو مقياس طول حيث تكون الأشياء أو الظواهر كبيرة بما يكفي لرؤيتها بالعين المجردة بدون تكبير بواسطة الأجهزة.
- عندما يطبق على الأجسام والظواهر الفيزيائية، يصف المقياس العياني الأشياء كما يتصورها الإنسان مباشرة بدون مساعدة أجهزة التكبير، وهذا على النقيض من الملاحظات (مجهرية) أو النظريات (الفيزياء الصغروية، الفيزياء الإحصائية) للأجسام ذات الأطوال الهندسية الأصغر من مئات الميكرومترات.
- المنظر العياني لكرة هو فقط كرة، فالمنظر العياني يكشف عن وجود جلد دائري سميك على ما يبدو يتألف بالكامل من الشقوق والصدوع (كما يرى من الميكروسكوب) أو عند الانخفاض في القياس والتدريج، فإنها تبدو كمجموعة من الجزيئات كروية الشكل.
- يمكن أن تصف الميكانيكا الكلاسيكية التفاعلات على الكرة المذكورة أعلاه، ويمكن اعتبارها كنظرية عيانية، وعلى نطاق أصغر بكثير من الذرات والجزيئات، قد لا تنطبق الميكانيكا الكلاسيكية، والتفاعلات بين الجزيئات يمكن وصفها حينها بواسطة ميكانيكا الكم. وكمثال آخر، بالقرب من الحد الأدنى المطلق للحرارة، فإن تكاثف بوز-أينشتاين يظهر التأثيرات الكمية الأولية والبسيطة على المقياس العياني.
- يعتبر مصطلح (الرؤية بالعين المجردة) مرادف للتدريج العياني، حيث لا توجد كلمة تصف الخصائص الشائعة عند تقليل المقياس لفهم أفضل. مثل المناطق الجغرافية أو الأجسام الفلكية، يمكن أن تشير كلمة (العياني) أيضًا إلى عرض أكبر، وهي وجهة نظر متاحة فقط من منظور واسع. ويمكن اعتبار الموضع العياني على أنه (الصورة الكبيرة).